# Don't Lose Your Head
Pour l’article homonyme, voir Don't Lose Your Head (film).
Don't Lose Your Head est un single du groupe INXS extrait de l'album Elegantly Wasted. Il est sorti en Europe et au Japon fin 1997, et a été écrit par Michael Hutchence et Andrew Farriss.
Bien qu'il ne soit pas sorti officiellement aux États-Unis, le titre a été utilisé pour la promotion du film de Paramount Volte-face (Face/Off) avec John Travolta et Nicolas Cage.
Une version a été remixée pour la radio par Tom Lord-Alge (en). Sorti sur le label Mercury, le titre a été classé n°97 dans le classement en Australie.